# Hapalophragmium nsukkaense
Hapalophragmium nsukkaense är en svampart som beskrevs av Eboh 1983. Hapalophragmium nsukkaense ingår i släktet Hapalophragmium och familjen Raveneliaceae.   Inga underarter finns listade i Catalogue of Life.